# Tell It Like It Is (album, George Benson)
Tell It Like It Is je sedmi studijski album ameriškega džezovskega kitarista Georgea Bensona, ki je bil posnet in izdan leta 1969 pri založbi A&M.

## Sprejem
Richard S. Ginell, recenzent portala AllMusic, je o albumu zapisal: »Benson je uspel preseči produkcijo zaznamovano z latin percussionom, omejene časovne roke in vse ostalo z briljantnimi kitarskimi vložki in soli številnih stilov.«

## Seznam skladb
| Št.             | Naslov                            | Pisec                                      | Dolžina |
| --------------- | --------------------------------- | ------------------------------------------ | ------- |
| 1.              | „Soul Limbo‟                      | Booker T. & the M.G.'s                     | 3:25    |
| 2.              | „Are You Happy‟                   | Theresa Bell, Jerry Butler, Kenneth Gamble | 2:27    |
| 3.              | „Tell It Like It Is‟              | George Davis, Lee Diamond                  | 2:51    |
| 4.              | „Land of 1000 Dances‟             | Chris Kenner                               | 2:48    |
| 5.              | „Jackie, All‟                     | Eumir Deodato                              | 2:14    |
| 6.              | „Don't Cha Hear Me Callin' to Ya‟ | Rudy Stevenson                             | 3:16    |
| 7.              | „Water Brother‟                   | Don Sebesky                                | 2:09    |
| 8.              | „My Woman's Good to Me‟           | Billy Sherrill, Glenn Sutton               | 3:14    |
| 9.              | „Jama Joe‟                        | George Benson                              | 3:49    |
| 10.             | „My Cherie Amour‟                 | Stevie Wonder, Henry Cosby, Sylvia Moy     | 3:28    |
| 11.             | „Out in the Cold Again‟           | Ted Koehler, Rube Bloom                    | 2:41    |
| Skupna dolžina: | Skupna dolžina:                   | Skupna dolžina:                            | 32:27   |

## Osebje
- George Benson - kitara, vokali
- Lew Soloff - trobenta
- Arthur Clarke – saksofon (1–5)
- Bob Porcelli – saksofon (6, 7, 9)
- Hubert Laws – saksofon (6, 7, 9)
- Jerome Richardson – saksofon (1–5, 8, 10, 11)
- Joe Farrell – saksofon (8, 10, 11)
- Joe Henderson – saksofon (8, 10, 11)
- Sonny Fortune – saksofon (1–5)
- Rodgers Grant – klavir (6, 7, 9)
- Richard Tee – klavir (1–5, 8, 10, 11)
- Bob Bushnell – bas kitara (1–5)
- Jerry Jemmott – bas kitara (1–7, 9)
- Jim Fielder – bas kitara (8, 10, 11)
- Leo Morris – bobni
- Paul Alicea – tolkala
- Angel Allende – tolkala
- Johnny Pacheco – tolkala
- Marty Sheller – aranžer, dirigent